# Paul Breitner
Paul Breitner (ur. 5 września 1951 w Kolbermoor w RFN) – niemiecki piłkarz, zwany również „Afro-Paule” z powodu swojej fryzury.

## Życiorys
Paul Breitner był jednym z najlepszych niemieckich piłkarzy w historii i zagrał 48 razy w barwach reprezentacji Niemiec. Rozpoczął on piłkarską karierę w roku 1970 w Bayernie Monachium a zakończył w 1983 w tym samym klubie. W latach 1974–1977 występował w lidze hiszpańskiej, w zespole Realu Madryt. Przez krótki okres swojej kariery był również zawodnikiem Eintrachtu Brunszwik.
Jednym ze szczytowych momentów długiej i pełnej sukcesów kariery Paula Breitnera były Mistrzostwa Świata 1974, które RFN wygrało po finale z Holandią w rodzinnym mieście piłkarza – Monachium. Breitner to jeden z czterech graczy, którzy zdobywali bramki w dwóch meczach finałowych Mistrzostw Świata, w 1974 przeciwko Holandii oraz 1982 przeciwko Włochom. Paul Breitner dokonał tego, mimo że grał na pozycji defensywnej.
Podczas kariery klubowej zdobył on pięć tytułów mistrza Niemiec z Bayernem Monachium w latach 1972, 1973, 1974, 1980 i 1981 oraz Puchar Mistrzów w 1974 roku. W latach 1971 i 1982 był zdobywcą Pucharu Niemiec, zaś w 1975 wraz z Realem Madryt zdobył Copa del Rey. Przez tradycyjnych niemieckich kibiców był krytykowany z powodu swojej „rewolucyjnej” postawy i tendencji do podzielania kontrowersyjnych opinii w sprawach politycznych i społecznych.
Z czasem zaczął pracować jako komentator telewizyjny i felietonista. Został umieszczony na liście FIFA 100, 100 najlepszych piłkarzy XX wieku według FIFA.

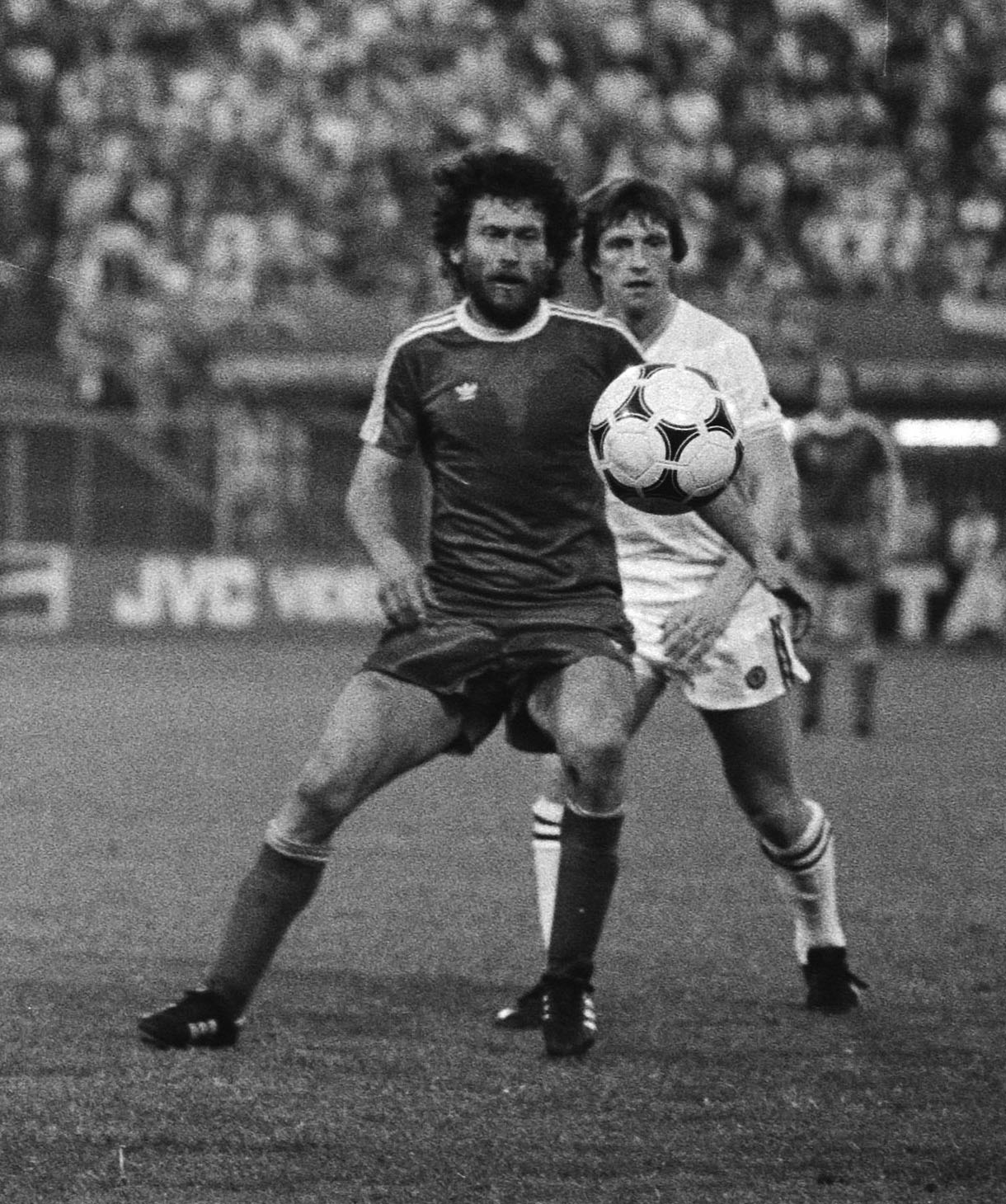
Breitner w trakcie meczu